# Phoroncidia tricuspidata
Phoroncidia tricuspidata é uma espécie de aranha nativa do Brasil, que pertencente ao gênero Phoroncidia e a família Theridiidae.